# 戴河
戴河，位于中华人民共和国河北省秦皇岛市的一条河流，发源于抚宁区深河乡蚂蚁沟村以北的清河塔寺，向南流入北庄河水库，出库后向西南流，至榆关镇右纳西戴河后转南流，于北戴河区海滨镇河东寨村以南注入渤海。河长35千米，流域面积290平方千米，年均径流量0.39亿立方米。河口两侧滨海沿岸是著名的海滨度假胜地。